# Dolok Saribu Lumban Nabolon
Dolok Saribu Lumban Nabolon is een bestuurslaag in het regentschap Toba Samosir van de provincie Noord-Sumatra, Indonesië. Dolok Saribu Lumban Nabolon telt 366 inwoners (volkstelling 2010).